# Marie de Bachimont
Marie de Bachimont (* 1621 als Marie de La Haye Saint-Hilaire in Saint-Hilaire-des-Landes; † nach 1688) war eine Alchemistin.

## Leben
Marie de Bachimont stammte aus einer bretonischen Adelsfamilie. Ihr zweiter Ehemann, Robert de Bachimont, betrieb alchemistische Studien, an denen mit großer Wahrscheinlichkeit auch seine Frau Marie beteiligt war. Gemeinsam mit anderen Alchemisten stellten sie unter anderem falsche Silbermünzen her und brachten diese in Umlauf. Das Ehepaar wurde 1679 im Zusammenhang mit der sogenannten Giftaffäre verhaftet und kam in das Gefängnis Pierre Scize bei Lyon. Später wurden sie zu lebenslanger Haft verurteilt und in die Festung von Saint-Andrè in Salins-les-Bains gebracht, wo sie vermutlich auch starben.